# Косанова, Айгуль Шодановна
Айгуль Шодановна Косанова (род. 24 июля 1974, с. Жетыбай, Каракиянский район, Мангистауская область, Казахская ССР, СССР) — казахстанская традиционная певица, домбристка, музыкальный педагог, профессор. Народный артист Казахстана (2025), заслуженный деятель Казахстана (2010). Лауреат Государственной молодёжной премии «Дарын» (1998).

## Биография
Родилась 24 июня 1974 года в селе Жетыбай Каракиянского района Мангистауской области.
В 1988 году окончила Жетыбайскую детскую музыкальную школу (мастер — заслуженный деятель культуры Казахской ССР, Кавалер Ордена «Курмет» Орын Кулсариев).
С 1988 по 1990 годы училась в Актауской школе искусств (мастер — заслуженный деятель Республики Казахстан, профессор Рухия Батыршиева).
В 1996 году окончила Алма-Атинскую государственную консерваторию им. Курмангазы по классу исполнения народных песен на домбре (мастер — заслуженный артист Казахстана, лауреат государственной премии Казахстана, профессор Б.Тлеухан).
В 2001 году окончила аспирантуру Казахской национальной консерватории им. Курмангазы в классе народного артиста РК, профессора Кайрат Байбосынов

## Трудовая деятельность
Трудовую деятельность начал в 1995 году певцом областной филармонии им. Суюнбая.
С 1996 по 2007 годы — ведущий солист Президентского оркестра Республики Казахстан
В 1996 по 2000 годы — преподаватель «народного пения», Республиканский Цирковой Колледж имени Ж. Елебекова
С 2000 года работает преподавателем в Казахской национальной консерватории им. Курмангазы, на кафедре «народная песня», Западно-Казахстанской музыкальной школы и школы песни Мангистауского региона.
Айгуль пропагандирует национальное пение в странах дальнего зарубежья, таких как Турция, Россия, Украина, Англия, Франция, Германия, США, Израиль, Малайзия, Китай, Монголия.

## Творчество
В репертуаре Айгуль Косановой присутствуют традиционные региональные песни и терме, произведения мангистауских гор, а также произведения океана.
Кроме того, она является одним из самых талантливых исполнителей эстрадной направленности песен современных композиторов.
На торжественном концерте, посвященном председательству Республики Казахстан в ОБСЕ, который имеет место в истории страны, выступал в Вене, австрийском государстве.
В 2007 году в г. Алматы во Дворце Республики прошел вечер песни «Айнамкөз».
В сольном исполнении вышел альбом Песни, состоящий из двух дисков «Шырқа дауысым, шарықта» СD (2003) и « Ақсұңқар».

## Награды и звания
- 1993 — Лауреат конкурса имени народного артиста РК Гарифоллы Курмангалиева
- 1995 — Лауреат республиканского конкурса имени Амре Кашаубаева
- 1998 — Лауреат Государственной молодёжной премии «Дарын»
- 2010 — Присвоено почетное звание «Заслуженный деятель Республики Казахстан» за выдающиеся заслуги в казахском традиционном песенном искусстве.
- 2014 — Государственная стипендия РК в области культуры[1]
- Лауреат Премии Фонда Первого Президента Республики Казахстан (За заслуги в казахском традиционном песенном искусстве)
- Указом Президента РК от 5 декабря 2018 года награждён орденом «Курмет» за выдающиеся заслуги в казахском народном музыкальном искусстве и плодотворную работу в музыкальной педагогике.
- 2018 — Почётный гражданин города Актау[2]
- Медаль «55 лет городу Актау» (2018)
- Профессор Казахская национальная консерватория имени Курмангазы
- Отличник образования Республики Казахстан.
- Лауреат специальной премии акима Мангистауской области (2017)[3]
- 2025 (16 мая) — присвоено почётное звание «Народный артист Казахстана» за особый вклад в развитие и пропаганду национальной культуры, выдающиеся достижения в сфере культуры и заслуги перед Республикой Казахстан.[4]